# Aguiar de Sousa
Aguiar de Sousa est une paroisse portugaise située dans la municipalité de Paredes, avec 22,32 km² et 1 631 habitants (2011). Sa densité de population est de 73,1 hab./km².
C'était le village et le siège d'un vaste comté jusqu'au début du XIXe siècle. Elle comprenait 39 paroisses des municipalités actuelles de Gondomar, Valongo, Lousada, Paredes et Paços de Ferreira. Elle comptait, en 1801, 21 643 habitants et occupait une superficie d’environ 260 km².

## Source
- (pt) Cet article est partiellement ou en totalité issu de l’article de Wikipédia en portugais intitulé « Aguiar de Sousa » (voir la liste des auteurs).